# Стьепанович, Матея
Ма́тея Стьепа́нович (серб. Матеја Стјепановић; род. 20 февраля 2004, Белград) — сербский футболист, полузащитник клуба «Партизан».

## Клубная карьера
Стьепанович — воспитанник клуба «Партизан». В 2020 году Матея подписал с командой профессиональный контракт. 27 мая 2023 года в матче против «Вождоваца» он дебютировал в сербской Суперлиге, заменив во втором тайме Данило Пантича.

## Международная карьера
В 2019 году Стьепанович начал выступать за сборные Сербии различных возрастов.